# Lyliah Virna
Lyliah Virna, cujo nome de batismo é Lylia Virna Menezes Soriano (Maceió, 16 de agosto de 1975), é uma atriz e ex-rainha da beleza brasileira. Desde 1989 atua em televisão e teatro, tendo feito sua última aparição televisiva na telenovela Pequena Travessa, do SBT.
Em 1993, entrou para a história dos concursos de beleza aos dezessete anos ao tornar-se a primeira e única alagoana eleita Miss Brasil Mundo.

## Carreira

### Miss Brasil Mundo
EM 15 de outubro de 1993 foi realizado em Maceió, Alagoas, o Miss Brasil Mundo com representantes dos vinte e seis estados e do Distrito Federal. Após os desfiles e apresentações, a representante alagoana sai vitoriosa e é coroada.
O Miss Mundo 1993 aconteceu em Sun City, África do Sul e teve como vencedora a Miss Jamaica, Lisa Hanna. Lyliah não figurou entre as dez semifinalistas.

### Atriz
Sua carreira de atriz começou no teatro, atuando em mais de uma dezena de peças realizadas em seu estado natal e também em São Paulo, entre as quais Cinderela, As Mentiras que os homens contam e Ninguém é de Ninguém. Desde 1996 vem contracenando como atriz em produções do SBT e da Record, como Chiquititas, Canoa do Bagre e Dona Anja.

## Cronologia artística

### Televisão
- 2002 – Pequena Travessa .... Alexandra
- 1998/1999 – Chiquititas .... Julieta
- 1997 – Do Fundo do Coração .... Vitória
- 1997 – Canoa do Bagre - Mariana
- 1996 – Dona Anja .... Joana D'Arc

### Teatro
- 2011 – Ninguém é de Ninguém, de Zibia Gasparetto
- 2011 – As Loiras preferem os Gays
- 2005 a 2007 – As Mentiras que os homens contam, de Luís Fernando Veríssimo
- 2004 – Vale Encantado, de Oswaldo Montenegro
- 2004 – Aldeia dos Ventos, de Oswaldo Montenegro
- 2003 – Good Morning São Paulo
- 2003 – O Evangelho Segundo Jesus Cristo, de José Saramago
- 2002 – Cinderela, de José Wilker
- 1993 – Imagens do Inconsciente
- 1992 – Sociedade Alternativa
- 1991 – La Señora de la Noche Etierna
- 1990 – O Presidente Não Tem Cabeça
- 1989 – Arca de Noé